# Borislav Grgin
Borislav Grgin (Koprivnica, 10. veljače 1965.), povjesničar.
Od 1990. zaposlen je kao znanstveni novak na Odsjeku za povijest Filozofskog fakulteta u Zagrebu. Godine 1993. obranio je u Zagrebu magistarski rad Društveni razvoj zadarskog otočja u drugoj polovici 14. i prvoj polovici 15. stoljeća. U školskoj godini 1993./94. pohađao je interdisciplinarni poslijediplomski studij iz srednjovjekovnih studija na Srednjoeuropskom sveučilištu u Budimpešti, gdje je 1994. obranio magistarsku radnju The Family Frankapani and King Matthias Corvinus, stekavši zvanje Master of Arts (M.A.). Godine 1998. obranio je u Zagrebu doktorsku disertaciju Kralj Matijaš Korvin i Hrvatska. Godine 1995. izabran je u istraživačko zvanje asistenta na Odsjeku za povijest. 1998. izabran je u istraživačko zvanje višeg asistenta na Odsjeku za povijest. 1. siječnja 2000. nastupio je u znanstveno-nastavnom zvanju docenta za predmet Povijest Srednje i Jugoistočne Europe u ranom novom vijeku. Godine 2003. prešao je na predmet Svjetska povijest u srednjem vijeku te je od listopada iste godine i predstojnik Katedre za svjetsku povijest u srednjem vijeku. U prosincu 2004. izabran je u znanstveno-nastavno zvanje izvanrednog profesora na navedenoj Katedri.